# 광명성애병원
광명성애병원(光明聖愛病院)은 경기도 광명시 디지털로 36에 위치한 종합병원이다. 2차의료기관이다. 

## 진료센터
- 일반건강검진센터
- 심혈관센터
- 응급센터
- 종합검진센터
- 소화기내시경센터
- 안센터
- 수부재건센터
- 임플란트센터
- 피부미용센터

## 자매 병원
- 가톨릭중앙의료원
- 연세대학교 의료원

## 설립목적
지역 주민의 보건 향상에 이바지

## 같이 보기
- 성애병원